# Khướu bụi cổ trắng
Stachyris leucotis là một loài chim trong họ Timaliidae.